# Alleyrac
Ne doit pas être confondu avec Aleyrac ou Alleyras.
Alleyrac est une commune française située dans le département de la Haute-Loire, en région Auvergne-Rhône-Alpes.

## Géographie
Alleyrac est située, à 1 080 mètres d'altitude, à quelques kilomètres du Monastier-sur-Gazeille, le chef-lieu de l'ancien canton.

### Localisation
La commune d'Alleyrac se trouve dans le département de la Haute-Loire, en région Auvergne-Rhône-Alpes.
Elle se situe à 30 km par la route du Puy-en-Velay, préfecture du département, et à 47 km du Le Chambon-sur-Lignon, bureau centralisateur du canton du Mézenc dont dépend la commune depuis 2015 pour les élections départementales[réf. nécessaire].

### Communes limitrophes
Les communes les plus proches sont : 
Salettes (3,4 km), Présailles (3,5 km), Saint-Martin-de-Fugères (4,4 km), Vielprat (4,7 km), Goudet (4,8 km), Lafarre (5,4 km), Le Monastier-sur-Gazeille (5,5 km), Arlempdes (5,7 km).
|                         | Le Monastier-sur-Gazeille |            |
| Saint-Martin-de-Fugères | Alleyrac                  | Présailles |
|                         | Salettes                  |            |

### Climat
Pour des articles plus généraux, voir Climat d'Auvergne-Rhône-Alpes et Climat de la Haute-Loire.
En 2010, le climat de la commune est de type climat de montagne, selon une étude du Centre national de la recherche scientifique s'appuyant sur une série de données couvrant la période 1971-2000. En 2020, Météo-France publie une typologie des climats de la France métropolitaine dans laquelle la commune est exposée à un climat de montagne ou de marges de montagne et est dans la région climatique Sud-est du Massif Central, caractérisée par une pluviométrie annuelle de 1 000 à 1 500 mm, minimale en été, maximale en automne.
Pour la période 1971-2000, la température annuelle moyenne est de 7 °C, avec une amplitude thermique annuelle de 16,2 °C. Le cumul annuel moyen de précipitations est de 947 mm, avec 10 jours de précipitations en janvier et 6,6 jours en juillet. Pour la période 1991-2020, la température moyenne annuelle observée sur la station météorologique de Météo-France la plus proche, « Saint-Paul-de-Tartas », sur la commune de Saint-Paul-de-Tartas à 11 km à vol d'oiseau, est de 7,3 °C et le cumul annuel moyen de précipitations est de 787,7 mm,. Pour l'avenir, les paramètres climatiques de la commune estimés pour 2050 selon différents scénarios d'émission de gaz à effet de serre sont consultables sur un site dédié publié par Météo-France en novembre 2022.

## Urbanisme

### Typologie
Au 1er janvier 2024, Alleyrac est catégorisée commune rurale à habitat très dispersé, selon la nouvelle grille communale de densité à sept niveaux définie par l'Insee en 2022.
Elle est située hors unité urbaine et hors attraction des villes,.

### Occupation des sols
L'occupation des sols de la commune, telle qu'elle ressort de la base de données européenne d’occupation biophysique des sols Corine Land Cover (CLC), est marquée par l'importance des territoires agricoles (72 % en 2018), une proportion sensiblement équivalente à celle de 1990 (72,1 %). La répartition détaillée en 2018 est la suivante : 
prairies (48,2 %), forêts (27,8 %), zones agricoles hétérogènes (20,7 %), terres arables (3,1 %), milieux à végétation arbustive et/ou herbacée (0,2 %). L'évolution de l’occupation des sols de la commune et de ses infrastructures peut être observée sur les différentes représentations cartographiques du territoire : la carte de Cassini (XVIIIe siècle), la carte d'état-major (1820-1866) et les cartes ou photos aériennes de l'IGN pour la période actuelle (1950 à aujourd'hui).

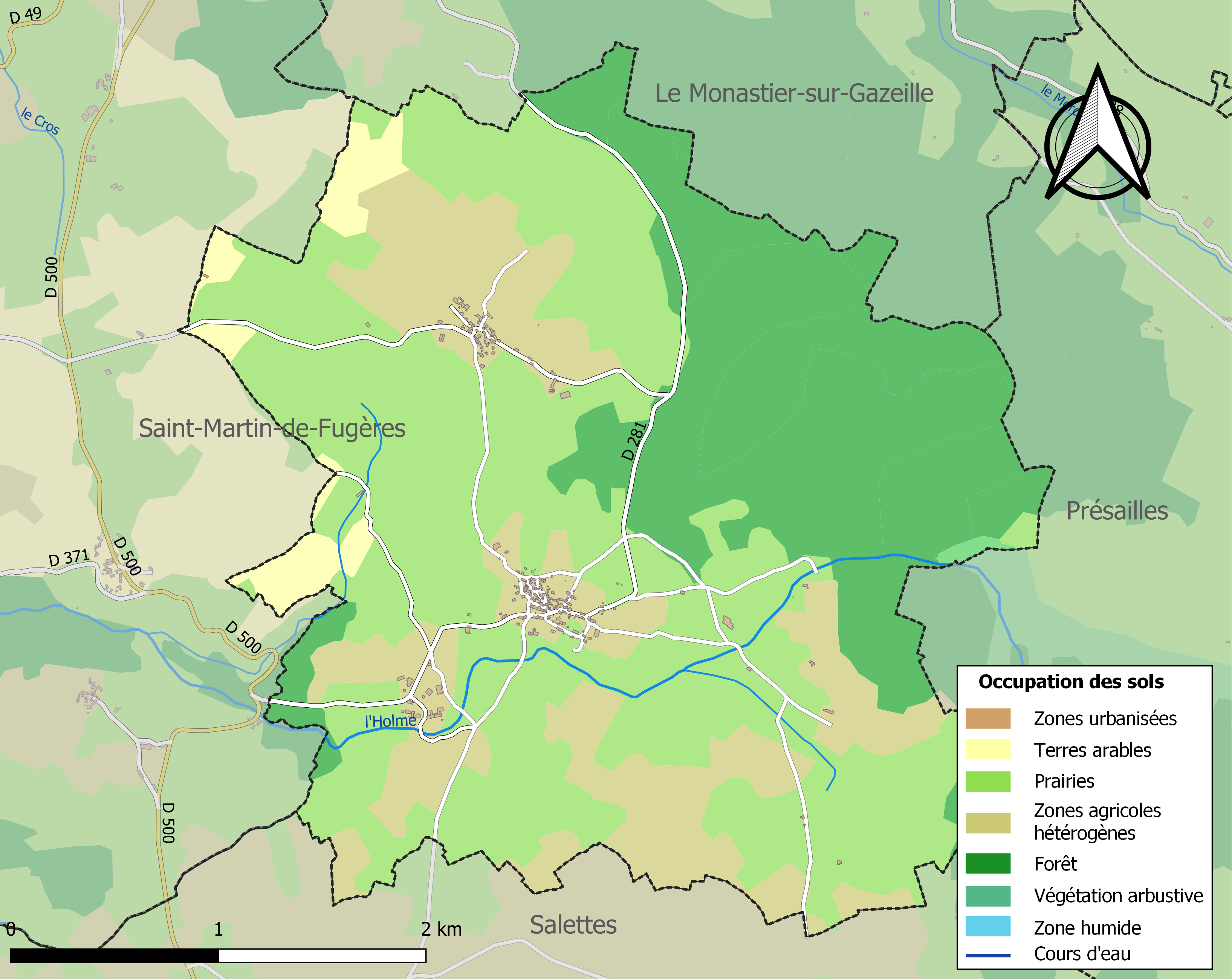
Carte des infrastructures et de l'occupation des sols de la commune en 2018 (CLC).
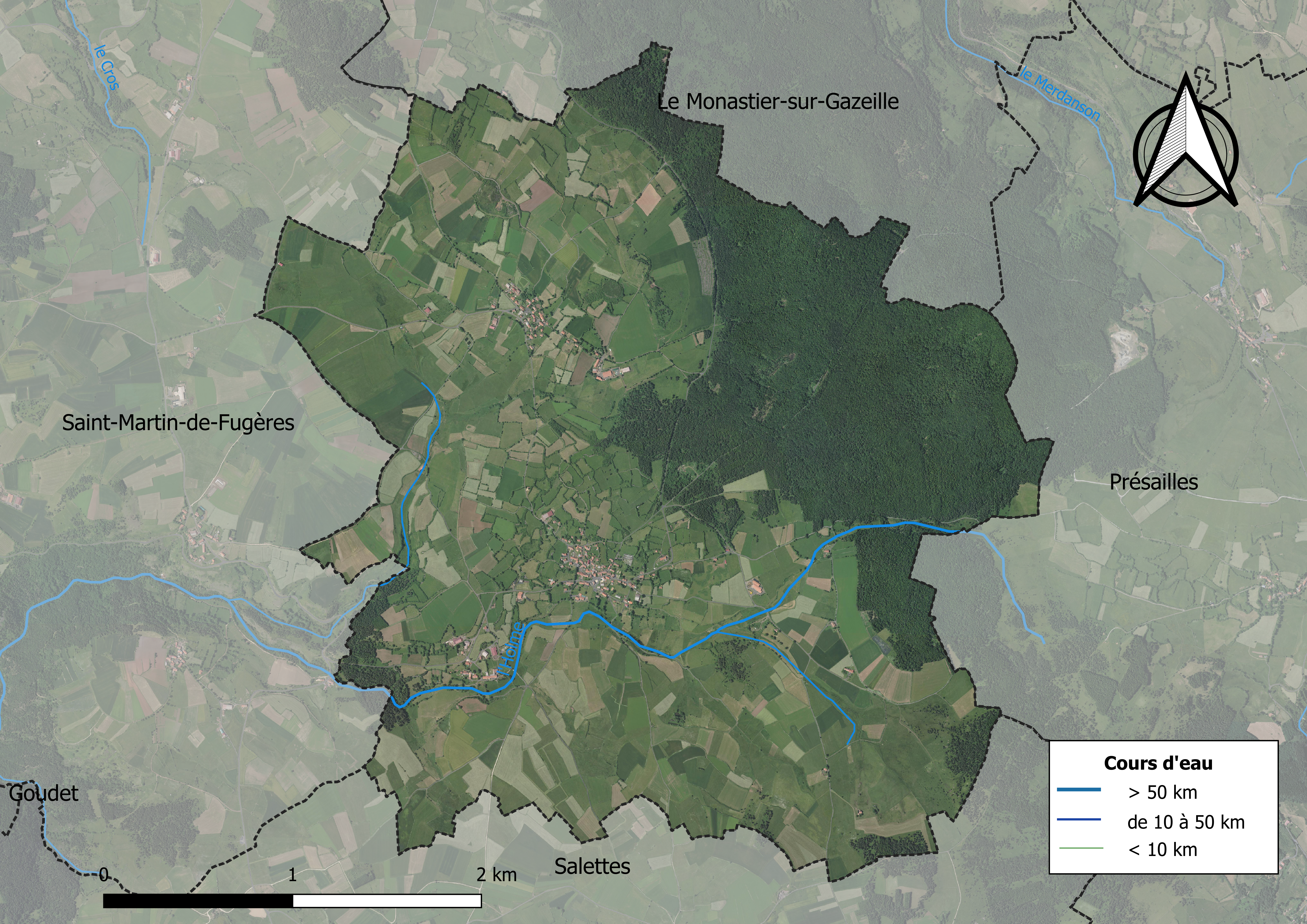
Carte orthophotographique de la commune.

### Habitat et logement
En 2018, le nombre total de logements dans la commune était de 160, alors qu'il était de 165 en 2013 et de 159 en 2008.
Parmi ces logements, 32,4 % étaient des résidences principales, 46,2 % des résidences secondaires et 21,5 % des logements vacants. Ces logements étaient pour 96,8 % d'entre eux des maisons individuelles et pour 3,2 % des appartements.
Le tableau ci-dessous présente la typologie des logements à Alleyrac en 2018 en comparaison avec celle de la Haute-Loire et de la France entière. Une caractéristique marquante du parc de logements est ainsi une proportion de résidences secondaires et logements occasionnels (46,2 %) supérieure à celle du département (16,1 %) et à celle de la France entière (9,7 %). Concernant le statut d'occupation de ces logements, 92,2 % des habitants de la commune sont propriétaires de leur logement (88 % en 2013), contre 70 % pour la Haute-Loire et 57,5 pour la France entière.
| Typologie                                               | Alleyrac | Haute-Loire | France entière |
| ------------------------------------------------------- | -------- | ----------- | -------------- |
| Résidences principales (en %)                           | 32,4     | 71,5        | 82,1           |
| Résidences secondaires et logements occasionnels (en %) | 46,2     | 16,1        | 9,7            |
| Logements vacants (en %)                                | 21,5     | 12,4        | 8,2            |

## Toponymie
Le nom de la localité est attesté sous la forme Villa d'Aleirac en 1309.
La forme ancienne Alairacum est basée sur un anthroponyme gaulois ou gallo-roman, suivi du suffixe de propriété -acum, d'origine gauloise *-ako(n). Comme bien des toponymes se terminant en -ac, ce toponyme dérive d'un anthroponyme gaulois, sans doute un certain Aleriacus qui était propriétaire du domaine rural situé en ces lieux.

## Histoire
- Autrefois, Alleyrac faisait partie de la commune de Salettes. Elle a acquis son indépendance en 1835.

## Politique et administration

### Découpage territorial
La commune d'Alleyrac est membre de la communauté de communes Mézenc-Loire-Meygal[réf. nécessaire], un établissement public de coopération intercommunale (EPCI) à fiscalité propre créé le 27 décembre 2016 dont le siège est à Saint-Julien-Chapteuil. Ce dernier est par ailleurs membre d'autres groupements intercommunaux.
Sur le plan administratif, elle est rattachée à l'arrondissement du Puy-en-Velay, au département de la Haute-Loire, en tant que circonscription administrative de l'État, et à la région Auvergne-Rhône-Alpes.
Sur le plan électoral, elle dépend du canton du Mézenc pour l'élection des conseillers départementaux, depuis le redécoupage cantonal de 2014 entré en vigueur en 2015[réf. nécessaire], et de la première circonscription de la Haute-Loire   pour les élections législatives, depuis le redécoupage électoral de 1986.

### Élections municipales et communautaires

#### Élections de 2020
Le conseil municipal d'Alleyrac, commune de moins de 1 000 habitants, est élu au scrutin majoritaire plurinominal à deux tours avec candidatures isolées ou groupées et possibilité de panachage. Compte tenu de la population communale, le nombre de sièges à pourvoir lors des élections municipales de 2020 est de 11. Sur les vingt-deux candidats en lice, onze sont élus dès le premier tour, le 15 mars 2020, correspondant à la totalité des sièges à pourvoir, avec un taux de participation de 48,05 %.
Serge Villard est élu nouveau maire de la commune le 23 mai 2020.
Dans les communes de moins de 1 000 habitants, les conseillers communautaires sont désignés parmi les conseillers municipaux élus en suivant l’ordre du tableau (maire, adjoints puis conseillers municipaux) et dans la limite du nombre de sièges attribués à la commune au sein du conseil communautaire. Un siège est attribué à la commune au sein de la communauté de communes Mézenc-Loire-Meygal.

#### Liste des maires
| Période                                  | Période   | Identité         | Étiquette | Qualité     |
| ---------------------------------------- | --------- | ---------------- | --------- | ----------- |
| Les données manquantes sont à compléter. |           |                  |           |             |
|                                          |           | Joseph Lashermes | DVD       | Agriculteur |
| mars 2001                                | mars 2008 | Louis Bayt       | DVD       | Éleveur     |
| mars 2008                                | mars 2014 | Joël Darnis      |           |             |
| mars 2014                                | 2020      | Nadine Legaz     |           |             |
| 2020                                     | En cours  | Serge Villard    |           |             |

### Finances locales
La commune d'Alleyrac faisant partie d'un établissement public de coopération intercommunale à fiscalité propre, la communauté de communes Mézenc-Loire-Meygal, son budget ne reflète qu'imparfaitement la réalité de la fiscalité locale en raison des transferts de dépenses de fonctionnement et d'investissement vers l'EPCI, d'une part, et de la perception par l'intercommunalité du produit de la fiscalité professionnelle (la contribution économique territoriale), d'autre part. Ainsi, diverses ressources fiscales sont prélevées au niveau communautaire, et de nombreuses dépenses sont également effectuées à ce niveau.
En 2020, le budget communal principal s'équilibrait à 392 000 € dont 190 000 € en section de fonctionnement et 202 000 € en investissement. La part d'impôts locaux dans les produits de fonctionnement s'établissait à 15,39 %, contre 28,26 % pour la strate de communes équivalente de moins de 250 habitants appartenant à un groupement fiscalisé, avec des taux d'imposition fixés à 11,91 % pour la taxe d'habitation (10,71 % pour la strate), (y compris Taxe sur les logements vacants (THLV)), 7,2 % et 37,85 % pour la taxe foncière sur le bâti et le non-bâti (11,99 % et 32,97 % pour la strate). Par ailleurs l’encours de la dette communale est relativement élevé, puisqu’il s’établit à 1 216 €/habitant contre 588 €/habitant pour la strate.

### Jumelages
Alleyrac n'est jumelée avec aucune commune.

## Population et société

### Démographie

#### Évolution démographique
L'évolution du nombre d'habitants est connue à travers les recensements de la population effectués dans la commune depuis 1836. Pour les communes de moins de 10 000 habitants, une enquête de recensement portant sur toute la population est réalisée tous les cinq ans, les populations de référence des années intermédiaires étant quant à elles estimées par interpolation ou extrapolation. Pour la commune, le premier recensement exhaustif entrant dans le cadre du nouveau dispositif a été réalisé en 2007.

En 2022, la commune comptait 118 habitants, en évolution de +1,72 % par rapport à 2016 (Haute-Loire : +0,36 %, France hors Mayotte : +2,11 %).
| 1836 | 1841 | 1846 | 1851 | 1856 | 1861 | 1866 | 1872 | 1876 |
| ---- | ---- | ---- | ---- | ---- | ---- | ---- | ---- | ---- |
| 528  | 527  | 510  | 476  | 433  | 461  | 778  | 710  | 800  |

| 1881 | 1886 | 1891 | 1896 | 1901 | 1906 | 1911 | 1921 | 1926 |
| ---- | ---- | ---- | ---- | ---- | ---- | ---- | ---- | ---- |
| 874  | 871  | 870  | 891  | 832  | 860  | 809  | 619  | 631  |

| 1931 | 1936 | 1946 | 1954 | 1962 | 1968 | 1975 | 1982 | 1990 |
| ---- | ---- | ---- | ---- | ---- | ---- | ---- | ---- | ---- |
| 555  | 553  | 444  | 380  | 307  | 264  | 206  | 165  | 129  |

| 1999 | 2006 | 2007 | 2012 | 2017 | 2022 | - | - | - |
| ---- | ---- | ---- | ---- | ---- | ---- | - | - | - |
| 118  | 121  | 121  | 117  | 117  | 118  | - | - | - |

#### Pyramide des âges
La population de la commune est relativement âgée.
En 2018, le taux de personnes d'un âge inférieur à 30 ans s'élève à 23,1 %, soit en dessous de la moyenne départementale (31 %). À l'inverse, le taux de personnes d'âge supérieur à 60 ans est de 33,4 % la même année, alors qu'il est de 31,1 % au niveau départemental.
En 2018, la commune comptait 65 hommes pour 54 femmes, soit un taux de 54,62 % d'hommes, largement supérieur au taux départemental (49,13 %).
Les pyramides des âges de la commune et du département s'établissent comme suit.
| Hommes | Classe d’âge | Femmes |
| ------ | ------------ | ------ |
| 1,6    | 90 ou +      | 1,9    |
| 9,4    | 75-89 ans    | 15,1   |
| 21,9   | 60-74 ans    | 17,0   |
| 32,8   | 45-59 ans    | 39,6   |
| 7,8    | 30-44 ans    | 7,5    |
| 12,5   | 15-29 ans    | 7,5    |
| 14,1   | 0-14 ans     | 11,3   |

| Hommes | Classe d’âge | Femmes |
| ------ | ------------ | ------ |
| 0,9    | 90 ou +      | 2,5    |
| 8,4    | 75-89 ans    | 11,7   |
| 20,4   | 60-74 ans    | 20,5   |
| 21,3   | 45-59 ans    | 20,3   |
| 16,8   | 30-44 ans    | 16,3   |
| 15,2   | 15-29 ans    | 13,2   |
| 17     | 0-14 ans     | 15,6   |

## Économie

### Emploi
| Division       | 2008  | 2013  | 2018  |
| -------------- | ----- | ----- | ----- |
| Commune        | 6,5 % | 1,4 % | 4,2 % |
| Département    | 6,3 % | 7,7 % | 7,7 % |
| France entière | 8,3 % | 10 %  | 10 %  |

En 2018, la population âgée de 15 à 64 ans s'élève à 72 personnes, parmi lesquelles on compte 62 % d'actifs (57,7 % ayant un emploi et 4,2 % de chômeurs) et 38 % d'inactifs,. En  2018, le taux de chômage communal (au sens du recensement) des 15-64 ans est inférieur à celui de la France et département, alors qu'en 2008 il était supérieur à celui du département et inférieur à celui de la France.
La commune est hors attraction des villes,. Elle compte 27 emplois en 2018, contre 29 en 2013 et 32 en 2008. Le nombre d'actifs ayant un emploi résidant dans la commune est de 42, soit un indicateur de concentration d'emploi de 65,4 % et un taux d'activité parmi les 15 ans ou plus de 43,1 %.
Sur ces 42 actifs de 15 ans ou plus ayant un emploi, 24 travaillent dans la commune, soit 59 % des habitants. Pour se rendre au travail, 61 % des habitants utilisent un véhicule personnel ou de fonction à quatre roues, 2,4 % les transports en commun, 24,4 % s'y rendent en deux-roues, à vélo ou à pied et 12,2 % n'ont pas besoin de transport (travail au domicile).

### Activités hors agriculture
4 établissements sont implantés  à Alleyrac au 31 décembre 2019. Le tableau ci-dessous en détaille le nombre par secteur d'activité et compare les ratios avec ceux du département,.
| Secteur d'activité                                                                                        | Commune | Commune | Département |
| Secteur d'activité                                                                                        | Nombre  | %       | %           |
| --- | ------- | ------- | ----------- |
| Ensemble                                                                                                  | 4       |         |             |
| Commerce de gros et de détail, transports, hébergement et restauration                                    | 3       | 75 %    | (28,8 %)    |
| Activités spécialisées, scientifiques et techniques et activités de services administratifs et de soutien | 1       | 25 %    | (11,6 %)    |

Le secteur du commerce de gros et de détail, des transports, de l'hébergement et de la restauration est prépondérant sur la commune puisqu'il représente 75 % du nombre total d'établissements de la commune (3 sur les 4 entreprises implantées  à Alleyrac), contre 28,8 % au niveau départemental.

### Agriculture
La commune fait partie de la petite région agricole dénommée « Velay Basaltique ». En 2010, l'orientation technico-économique de l'agriculture  sur la commune est la production de bovins, orientation lait.
|                                   | 1988 | 2000 | 2010 |
| --------------------------------- | ---- | ---- | ---- |
| Exploitations                     | 27   | 21   | 17   |
| Superficie agricole utilisée (ha) | 767  | 823  | 865  |

Le nombre d'exploitations agricoles en activité et ayant leur siège dans la commune est passé de 27 en 1988 à 21 en 2000 puis à 17 en 2010, soit une baisse de 37 % en 22 ans. Le même mouvement est observé à l'échelle du département qui a perdu pendant cette période 43 % de ses exploitations. La surface agricole utilisée sur la commune a quant à elle augmenté, passant de 767 ha en 1988 à 865 ha en 2010. Parallèlement la surface agricole utilisée moyenne par exploitation a augmenté, passant de 28 à 51 ha.

## Culture locale et patrimoine

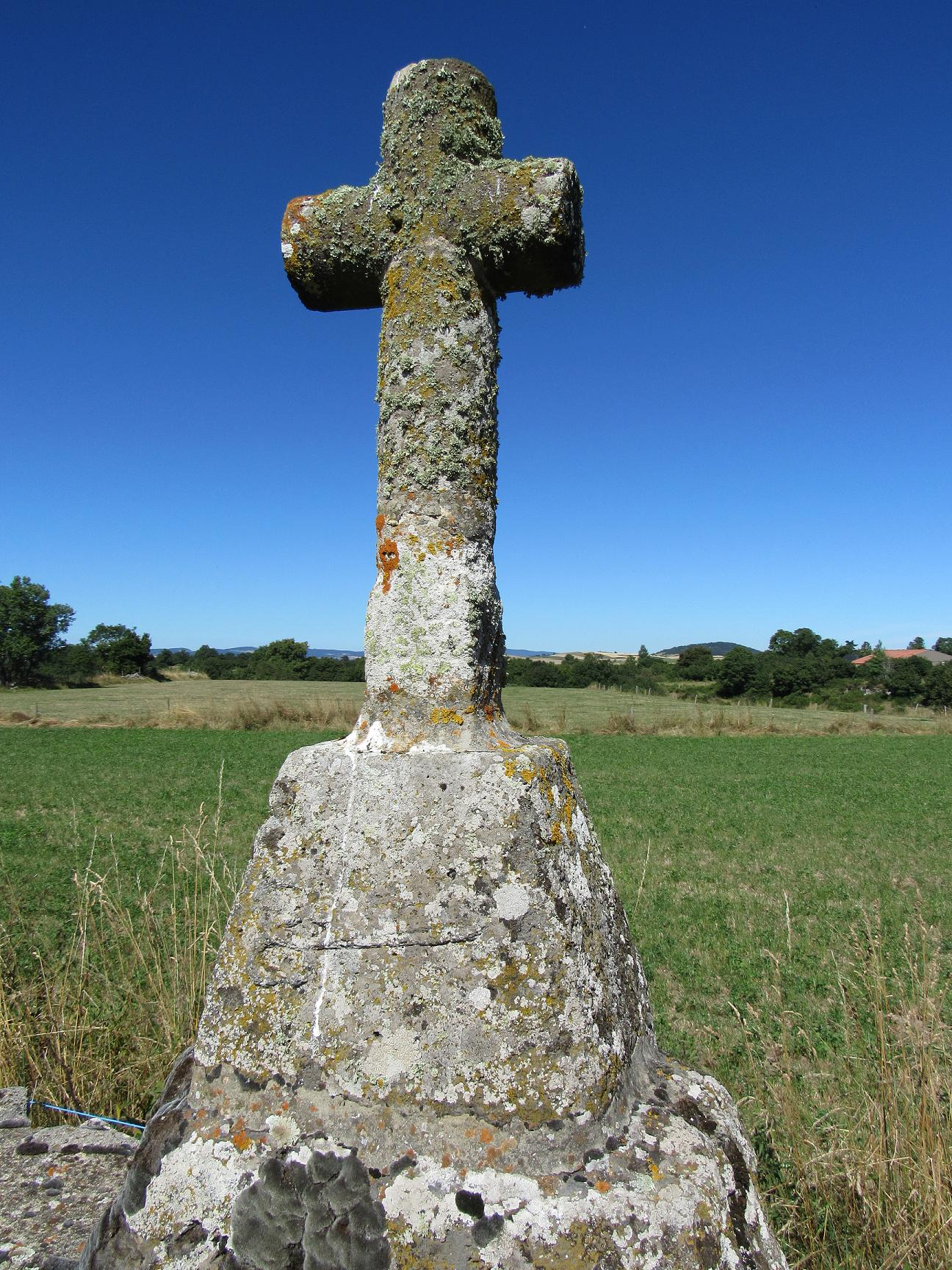
Croix aux ciseaux d'Alleyrac.

### Lieux et monuments
- L'église Saint-Martin, remplaçant un oratoire existant depuis le XVIIe siècle, cette église a été érigée au début des années 1840. La façade est couronnée par un clocher-mur doté de trois arcades[38].
- La croix sur la place principale.
- La croix des Ciseaux.